# جون أمانو
جون أمانو مواليد 19 يوليو 1991 في كاناغاوا، هو لاعب كرة قدم ياباني يلعب لنادي يوكوهاما مارينوس كلاعب وسط.

## روابط خارجية
- جون أمانو على موقع رابطة كرة القدم اليابانية للمحترفين (اليابانية)
- جون أمانو على موقع دوري كوريا الجنوبية (الإنجليزية)
- جون أمانو على موقع إي إس بي إن إف سي (الإنجليزية)
- جون أمانو على موقع قاعدة بيانات كرة القدم.إي يو (الإنجليزية)
- جون أمانو على موقع ناشيونال فوتبول تيمز (الإنجليزية)
- جون أمانو على موقع Soccerway.com (الإنجليزية)
- جون أمانو على موقع عالم كرة القدم.نت (الإنجليزية)